# NGC 100
NGC 100 (ook wel PGC 1525, UGC 231, MCG 3-2-9, ZWG 457.12 of FGC 42) is een spiraalvormig sterrenstelsel in het sterrenbeeld Vissen die op ongeveer 44 miljoen lichtjaar afstand van de Aarde staat.
NGC 100 werd op 10 november 1885 ontdekt door de Amerikaanse astronoom Lewis A. Swift.